# 237 г. пр.н.е.
237 (двеста тридесет и седма) година преди новата ера (пр.н.е.) е година от доюлианския (Помпилийски) римски календар.

## Събития

### В Римската република
- Консули са Луций Корнелий Лентул Кавдин и Квинт Фулвий Флак.
- Населението на Сардиния прогонва бунтуващи се наемни войници, които се обръщат към Рим за помощ. Римляните решават да анексират острова въпреки протести от страна на Картаген, който има основателни претенции за властта над острова, но е наказан с прибавяне на още 1200 таланта към обезщетението дължимо след края на Първата пуническа война.[1]

### В Гърция
- Деметрий II Македонски сключва съюз с Гортина, с който цели да си осигури военна подкрепа от остров Крит.[2][notes 1]

### В империята на Селевкидите
- Край на войната между братята Селевк II Калиник и Антиох Хиеракс като Хиеракс остава владетел на селевкидските владения в Мала Азия.[2][notes 2]

### В Картаген
- Хамилкар Барка е изпратен с армия в Иберия, за да разшири картагенските владения там. С него заминава и десетгодишният му син Ханибал.[1]

## Починали
Бележки:
1. ↑  Годината е приблизителна.
2. ↑  Годината е приблизителна.